# Riesling italian

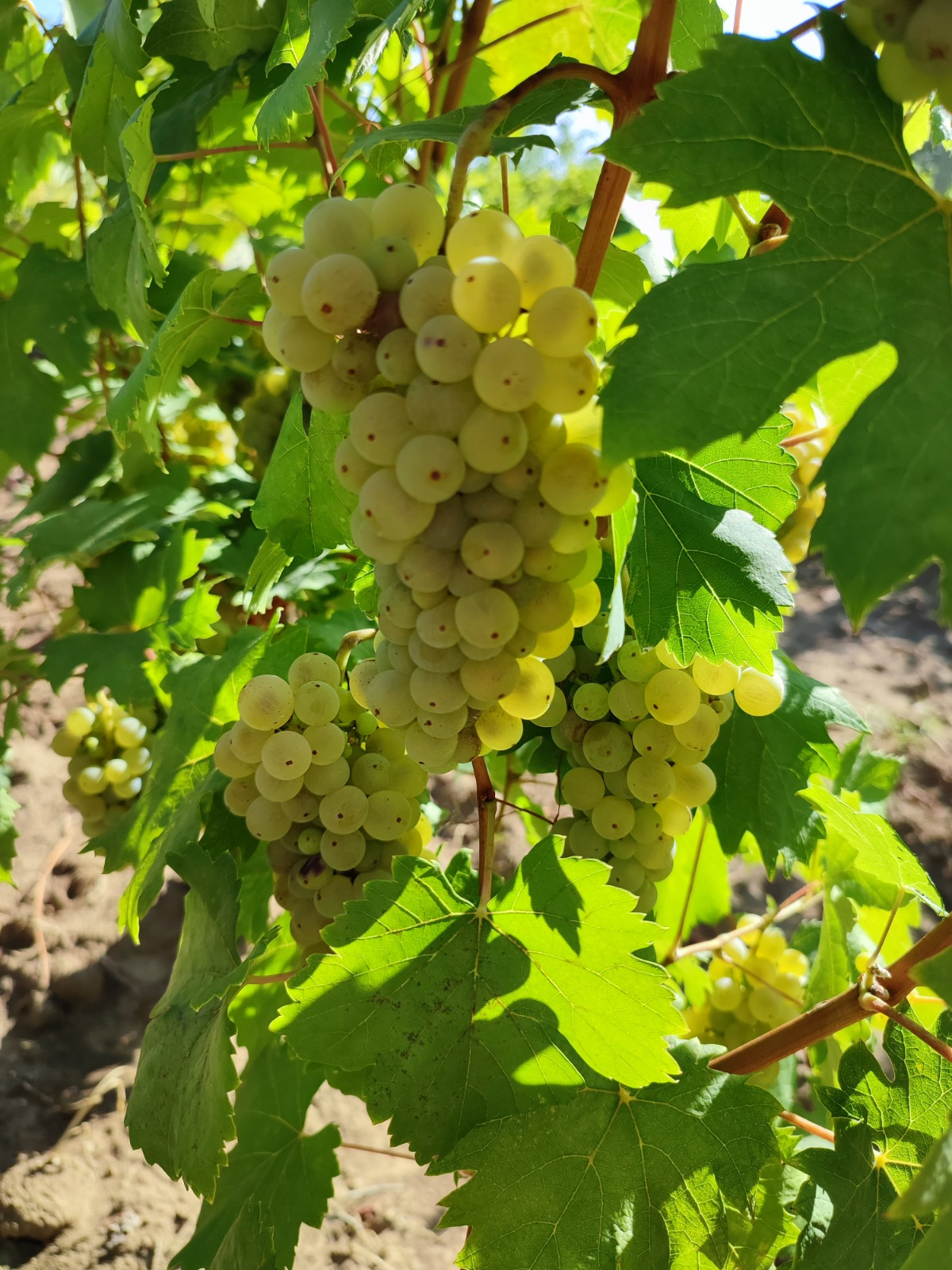
Riesling italian

Riesling italian (în germană Welschriesling) este un soi de struguri care se cultivă în Croația, Ungaria, Austria, România etc. ca soi pentru vinuri superioare. În numeroase centre viticole participă la obținerea de vinuri spumante. Gustul ușor acidulat îl face atrăgător și distinct. Se produce într-o gamă largă, de la sec până la demi-dulce și chiar dulce, dominant fiind însă tipul sec.

## Istorie
Originea acestuia este incertă, unii ampelografi afirmând că este originar din Germania de pe Valea Rinului, alții din Italia sau din Austria, regiunea Stiria. Comparativ cu ruda sa Rieslingul renan, este considerat net inferior de specialiști, dar asta nu îl împiedică să fie extrem de cultivat în România.

## Descriere
Strugurii sunt mici spre mijlocii, cilindrici, cu prima ramificație detașată de restul ciorchinelui și boabele așezate foarte des pe ciorchine. Boaba este mică, sferică, cu pielița subțire, de culoare verde gălbui, cu punctul pistilar persistent și evident. Are perioada mijlocie spre lungă de vegetație (170–185 zile, vigoarea de creștere este mijlocie și fertilitatea ridicată, cu 80–85% lăstari fertili. Maturează foarte bine lemnul lăstarilor și diferențiază mugurii de rod de la baza coardei pretându-se la tăierea speronată. Maturarea deplină se realizează la 3–4 săptămâni după soiul Chasselas doré (epoca a IV–V-a). Soiul Riesling italian se caracterizează printr-o mare plasticitate ecologică, cultivându-se cu rezultate bune în aproape toate podgoriile. Producțiile variază de la 9 t/ha l până la 16 t/ha, cu o medie de 11–13 t/ha. Acumulările în zaharuri sunt și ele diferite de la 170 g/l, în contextul unei acidități totale a mustului ridicată, de 6–7 g/l acid sulfuric, pana la 200 g/l și valori ale acidității mai echilibrate, de 4-5 g/l. Are capacitate de supramaturare când poate atinge 220–240 g/l zaharuri. Ca urmare, soiul Riesling italian asigură o gamă largă de vinuri: seci, demiseci, demidulci, sau poate fi folosit ca materie primă pentru spumante, ori distilate învechite din vin.
Buchetul amintește de fructele mediteraneene și de mirosul fânului cosit. În schimb, aroma duce la gustul piersicilor, lăsând în final o ușoară amăreală considerată plăcută. Datorita acidității crescute se recomană la preparatele de pește gras, carne de pasăre și fructe de mare.